# Tommy Seemann
Tommy Seemann er bl.a. kendt for sit arbejde i koret Læderhalsene. Han har desuden sunget kor for bl.a. Jokeren, Nik og Jay, Sanne Salomonsen, Stig Rossen mfl.
Han medvirker bl.a. på Henrik Krogens, "Zerious Clue" fra 1988, Jokeren m.fl.´s støtteplade til Christiania, "I kan ikke slå os ihjel" fra 2001.